# Nathan Strother
Nathan Strother (* 6. September 1995 in Norcross, Georgia) ist ein US-amerikanischer Leichtathlet, der sich auf die Sprintdisziplinen spezialisiert hat.

## Sportliche Laufbahn
Nathan Strother stammt aus Norcross, im US-Bundesstaat Georgia, wo er eine örtliche High School besuchte. Er startete zunächst im Hürdenlauf und im Weitsprung, bevor er 2014 im 400-Meter-Lauf bei den Schulmeisterschaften der Georgia High School Association 6A mit einer Zeit von 47,37 s siegte und anschließend ein Studium an der University of Tennessee aufnahm. 2015 konnte er seine Bestzeit bis auf 45,76 s steigern. 2016 gewann er die Silbermedaille im 400-Meter-Lauf bei den Hallenmeisterschaften der NCAA Division I. Im Sommer belegte er bei den gleichen Meisterschaften den fünften Platz, nachdem er sich zuvor im Halbfinale auf 45,07 s steigern konnte. 2017 trat er in Sacramento bei den US-amerikanischen Meisterschaften an, schied allerdings im Halbfinale aus.
2018 lief Strother im April in 20,76 s Bestzeit über 200 Meter. Im Mai lief er in 44,34 s neue Bestzeit auf der doppelten Distanz und war anschließend für den August als Läufer der 4-mal-400-Meter-Staffel bei den Nordamerikameisterschaften in Toronto eingesetzt, bei denen man die Goldmedaille gewinnen konnte. Einen Monat später gewann er in Ostrava beim Continentalcup der IAAF die Bronzemedaille. 2019 trat Strother im Mai mit der Staffel bei den IAAF World Relays in Yokohama an und zog zusammen mit ihr in das Finale ein, in dem man allerdings anschließend disqualifiziert wurde. Ende Juli gewann er die Bronzemedaille bei den US-Meisterschaften, wobei er seines Bestleistung dabei auf 44,29 s steigerte. Dadurch ergatterte er eines der Tickets, um für die USA im 400-Meter-Lauf bei den Weltmeisterschaften in Doha an den Start gehen zu können. Dabei zog er in das Halbfinale ein, worin seine 45,34 s anschließend nicht ausreichten, um sich gegen die Konkurrenz in seinem Lauf durchzusetzen, und er als Siebter desselben ausschied. Drei Tage später bestritt er en Vorlauf mit der Staffel, den das Quartett souverän überstand. Im Finale musste Strother dann dem 400-Meter-Hürden-Vizeweltmeister Rai Benjamin weichen. Die Staffel gewann anschließend die Goldmedaille.

## Wichtige Wettbewerbe
| Jahr                           | Veranstaltung                  | Ort                            | Platz                          | Disziplin                      | Zeit                           |
| Startet für Vereinigte Staaten | Startet für Vereinigte Staaten | Startet für Vereinigte Staaten | Startet für Vereinigte Staaten | Startet für Vereinigte Staaten | Startet für Vereinigte Staaten |
| ------------------------------ | ------------------------------ | ------------------------------ | ------------------------------ | ------------------------------ | ------------------------------ |
| 2018                           | Nordamerikameisterschaften     | Toronto                        | 1.                             | 4 × 400 m                      | 3:00,60 min                    |
| 2019                           | IAAF World Relays              | Yokohama                       |                                | 4 × 400 m                      | DSQ (Finale)                   |
| 2019                           | Weltmeisterschaften            | Doha                           | 18.                            | 400 m                          | 45,34 s                        |
| 2019                           | Weltmeisterschaften            | Doha                           | 1.                             | 4 × 400 m                      | 2:56,89 min (Vorlauf)          |

## Persönliche Bestleistungen
Freiluft
- 200 m: 20,76 s, 27. April 2018, Fayetteville
- 400 m: 44,29 s, 27. Juli 2019, Des Moines

Halle
- 200 m: 21,57 s, 13. Februar 2016, Fayetteville
- 400 m: 45,56 s, 9. Februar 2018, Clemson